# Natação no Campeonato Mundial de Esportes Aquáticos de 2011 - 50 m borboleta feminino
A prova dos 50 metros nado borboleta feminino da natação no Campeonato Mundial de Esportes Aquáticos de 2011 ocorreu nos dias 29 de julho e 30 de julho no Shanghai Oriental Sports Center  em Xangai.

## Recordes
Antes desta competição, os recordes mundiais e do campeonato nesta prova eram os seguintes:
| Tipo                  | Atleta            | Tempo | Local | Data                |
| --------------------- | ----------------- | ----- | ----- | ------------------- |
|                       | Therese Alshammar | 25.07 | Roma  | 31 de julho de 2009 |
| Recorde do campeonato | Therese Alshammar | 25.07 | Roma  | 31 de julho de 2009 |

## Medalhistas
| Ouro              | Prata                   | Bronze                |
| Inge Dekker (NED) | Therese Alshammar (SWE) | Mélanie Henique (FRA) |

## Resultados

### Eliminatórias
52 nadadoras  de 47 nações participaram da prova. As 16 melhores competidoras se classificaram para as semifinais.
| Pos. | Bateria | Raia | Nadadora            | Nacionalidade  | Tempo | Notas |
| ---- | ------- | ---- | ------------------- | -------------- | ----- | ----- |
| 1    | 7       | 4    | Therese Alshammar   | Suécia         | 25.68 | Q     |
| 2    | 7       | 5    | Jeanette Ottesen    | Dinamarca      | 25.88 | Q     |
| 3    | 7       | 7    | Dana Vollmer        | Estados Unidos | 25.98 | Q     |
| 4    | 6       | 6    | Lu Ying             | China          | 26.16 | Q     |
| 5    | 5       | 4    | Sarah Sjöström      | Suécia         | 26.17 | Q     |
| 6    | 6       | 2    | Christine Magnuson  | Estados Unidos | 26.20 | Q     |
| 7    | 6       | 4    | Inge Dekker         | Países Baixos  | 26.32 | Q     |
| 8    | 5       | 3    | Mélanie Henique     | França         | 26.37 | Q     |
| 9    | 6       | 3    | Yuka Kato           | Japão          | 26.37 | Q     |
| 10   | 5       | 6    | Triin Aljand        | Estónia        | 26.43 | Q     |
| 11   | 7       | 6    | Tao Li              | Singapura      | 26.43 | Q     |
| 12   | 7       | 3    | Marleen Veldhuis    | Países Baixos  | 26.50 | Q     |
| 13   | 5       | 5    | Marieke Guehrer     | Austrália      | 26.59 | Q     |
| 14   | 5       | 7    | Daynara de Paula    | Brasil         | 26.60 | Q     |
| 15   | 7       | 1    | Vanessa Mohr        | África do Sul  | 26.69 | Q     |
| 16   | 6       | 7    | Amit Ivry           | Israel         | 26.83 | Q     |
| 17   | 6       | 8    | Elena Gemo          | Itália         | 26.86 |       |
| 18   | 4       | 3    | Katerine Savard     | Canadá         | 26.87 |       |
| 19   | 6       | 1    | Sviatlana Khakhlova | Bielorrússia   | 26.98 |       |
| 20   | 5       | 2    | Ingvild Snildal     | Noruega        | 27.01 |       |

| Ver o restante da classificação | Ver o restante da classificação | Ver o restante da classificação | Ver o restante da classificação | Ver o restante da classificação | Ver o restante da classificação | Ver o restante da classificação |
| Pos.                            | Bateria                         | Raia                            | Nadadora                        | Nacionalidade                   | Tempo                           | Notas                           |
| ------------------------------- | ------------------------------- | ------------------------------- | ------------------------------- | ------------------------------- | ------------------------------- | ------------------------------- |
| 21                              | 7                               | 8                               | Ellen Gandy                     | Reino Unido                     | 27.01                           |                                 |
| 22                              | 7                               | 2                               | Jiao Liuyang                    | China                           | 27.03                           |                                 |
| 23                              | 5                               | 1                               | Kristel Vourna                  | Grécia                          | 27.15                           |                                 |
| 24                              | 6                               | 5                               | Yolane Kukla                    | Austrália                       | 27.24                           |                                 |
| 25                              | 5                               | 8                               | Fabienne Nadarajah              | Áustria                         | 27.27                           |                                 |
| 26                              | 4                               | 4                               | Hannah Wilson                   | Hong Kong                       | 27.38                           |                                 |
| 27                              | 4                               | 5                               | Eszter Dara                     | Hungria                         | 27.53                           |                                 |
| 28                              | 4                               | 6                               | Svetlana Fedulova               | Rússia                          | 27.61                           |                                 |
| 29                              | 3                               | 5                               | Katarina Listopadova            | Eslováquia                      | 27.62                           |                                 |
| 30                              | 4                               | 1                               | Sara Oliveira                   | Portugal                        | 27.75                           |                                 |
| 31                              | 4                               | 8                               | Iris Rosenberger                | Turquia                         | 27.82                           |                                 |
| 32                              | 3                               | 4                               | Jeserick Pinto                  | Venezuela                       | 27.91                           |                                 |
| 33                              | 3                               | 3                               | Gabriela Nikitina               | Letônia                         | 27.92                           |                                 |
| 34                              | 4                               | 7                               | Alana Dillette                  | Bahamas                         | 27.98                           |                                 |
| 35                              | 3                               | 2                               | Talita Baqlah                   | Jordânia                        | 29.16                           |                                 |
| 36                              | 3                               | 6                               | Dorian McMenemy                 | República Dominicana            | 29.37                           |                                 |
| 37                              | 3                               | 1                               | Dalia Torrez                    | Nicarágua                       | 29.67                           |                                 |
| 38                              | 3                               | 7                               | Kiran Khan                      | Paquistão                       | 30.50                           |                                 |
| 39                              | 1                               | 6                               | Ann-Marie Hepler                | Ilhas Marshall                  | 30.69                           |                                 |
| 40                              | 2                               | 3                               | Sylvia Brunlehner               | Quênia                          | 30.81                           |                                 |
| 41                              | 2                               | 4                               | Hazboun Sabine                  | Palestina                       | 31.12                           |                                 |
| 42                              | 3                               | 8                               | Reshika Udugampola              | Sri Lanka                       | 31.15                           |                                 |
| 43                              | 2                               | 5                               | Judith Meauri                   | Papua-Nova Guiné                | 31.56                           |                                 |
| 44                              | 2                               | 2                               | Kuheilani Snow                  | Polinésia Francesa              | 32.27                           |                                 |
| 45                              | 2                               | 6                               | Johanna Umurungi                | {RWA}}                          | 32.68                           |                                 |
| 46                              | 2                               | 7                               | Ouyngerel Gantumur              | Mongólia                        | 33.48                           |                                 |
| 47                              | 2                               | 8                               | Deandra van der Colff           | Botswana                        | 34.06                           |                                 |
| 48                              | 2                               | 1                               | Mariana Henriques               | Angola                          | 34.59                           |                                 |
| 49                              | 1                               | 4                               | Karin O'Reilly Clashing         | Antígua e Barbuda               | 36.87                           |                                 |
| 50                              | 1                               | 5                               | Shajan Aminath                  | Maldivas                        | 38.37                           |                                 |
| 51                              | 1                               | 3                               | Adzo Rebecca Kpossi             | Togo                            | 55.17                           |                                 |
| –                               | 4                               | 2                               | Hayley Palmer                   | Nova Zelândia                   |                                 | DNS                             |

### Semifinal
Estes são os resultados das semifinais.

#### Semifinal 1
| Pos. | Raia | Nadadora           | Nacionalidade  | Tempo | Notas |
| ---- | ---- | ------------------ | -------------- | ----- | ----- |
| 1    | 5    | Lu Ying            | China          | 25.87 | Q     |
| 2    | 6    | Mélanie Henique    | França         | 26.29 | Q     |
| 3    | 1    | Daynara de Paula   | Brasil         | 26.39 |       |
| 4    | 3    | Christine Magnuson | Estados Unidos | 26.43 |       |
| 5    | 2    | Triin Aljand       | Estónia        | 26.48 |       |
| 6    | 4    | Jeanette Ottesen   | Dinamarca      | 26.53 |       |
| 7    | 7    | Marleen Veldhuis   | Países Baixos  | 26.61 |       |
| 8    | 8    | Amit Ivry          | Israel         | 26.79 |       |

#### Semifinal 2
| Pos. | Raia | Nadadora          | Nacionalidade  | Tempo | Notas |
| ---- | ---- | ----------------- | -------------- | ----- | ----- |
| 1    | 4    | Therese Alshammar | Suécia         | 25.52 | Q     |
| 2    | 6    | Inge Dekker       | Países Baixos  | 25.78 | Q     |
| 3    | 3    | Sarah Sjöström    | Suécia         | 25.90 | Q     |
| 4    | 2    | Yuka Kato         | Japão          | 26.07 | Q, =  |
| 5    | 1    | Marieke Guehrer   | Austrália      | 26.12 | Q     |
| 6    | 5    | Dana Vollmer      | Estados Unidos | 26.32 | Q     |
| 7    | 7    | Tao Li            | Singapura      | 26.34 |       |
| 8    | 8    | Vanessa Mohr      | África do Sul  | 26.74 |       |

### Final
Estes são os resultados da final.
| Pos.              | Raia | Nadador           | Nacionalidade  | Tempo | Notas            |
| ----------------- | ---- | ----------------- | -------------- | ----- | ---------------- |
| Medalha de ouro   | 5    | Inge Dekker       | Países Baixos  | 25.71 |                  |
| Medalha de prata  | 4    | Therese Alshammar | Suécia         | 25.76 |                  |
| Medalha de bronze | 1    | Mélanie Henique   | França         | 25.86 | Recorde nacional |
| 4                 | 3    | Lu Ying           | China          | 25.87 |                  |
| 4                 | 6    | Sarah Sjöström    | Suécia         | 25.87 |                  |
| 6                 | 2    | Yuka Kato         | Japão          | 26.02 | Recorde nacional |
| 7                 | 8    | Dana Vollmer      | Estados Unidos | 26.06 |                  |
| 8                 | 7    | Marieke Guehrer   | Austrália      | 26.21 |                  |

Legenda
| Recorde mundial       | Recorde mundial (World record)               |                       | Recorde africano                      | Recorde africano (African) |                                           | Q | Classificado por posição (Qualified) |
| Recorde do campeonato | Recorde do campeonato (Championship record)  | Recorde da América    | Recorde da América (Americas)         | q                          | Classificado por melhor tempo (Qualified) |   |                                      |
| Melhor marca do ano   | Melhor marca do ano (World leading)          | Recorde asiático      | Recorde asiático (Asian)              | DNS                        | Não largou (Did not start)                |   |                                      |
| Recorde nacional      | Recorde nacional (National record)           | Recorde europeu       | Recorde europeu (European)            | DNF                        | Não terminou (Did not finish)             |   |                                      |
| Recorde pessoal       | Recorde pessoal do atleta (Personal best)    | Recorde da Oceania    | Recorde da Oceania (Oceania)          | DSQ / DQ                   | Desclassificado (Disqualified)            |   |                                      |
| Recorde da temporada  | Recorde da temporada do atleta (Season best) | Recorde sul-americano | Recorde sul-americano (South America) | NM                         | Sem marca (No mark)                       |   |                                      |